# یوتی‌سی ۹:۴۵+
هم‌اکنون زمان‌بندی گرینویچ به علاوه ۹:۴۵ (به انگلیسی: UTC+9:45) برای اندازه گیری زمان کاربرد دارد.
زمان (به انگلیسی: UTC+9:45) در استرالیای غربی و استرالیای جنوبی می‌تواند کاربرد داشته‌باشد.

## استفاده
در پنج منطقه از استرالیا از جمله روستاهای مرزی کایگونا, ائوکلا, مادورا, غرب استرالیا و موندرابیلا باید به عنوان ساعت تابستانه استفاده گردد ولی به علت عدم استفاده این مناطق از ساعت تابستانه این زمان کاربردی ندارد.